# Макгрегор (Флорида)
Макгрегор (англ. McGregor) — переписна місцевість (CDP) в США, в окрузі Лі штату Флорида. Населення — 7976 осіб (2020).

## Географія
Макгрегор розташований за координатами 26°33′42″ пн. ш. 81°54′47″ зх. д. / 26.56167° пн. ш. 81.91306° зх. д. (26.561555, -81.912922).  За даними Бюро перепису населення США в 2010 році переписна місцевість мала площу 10,54 км², з яких 6,13 км² — суходіл та 4,41 км² — водойми.

## Демографія
Згідно з переписом 2010 року, у переписній місцевості мешкало 7406 осіб у 3540 домогосподарствах у складі 2220 родин. Густота населення становила 703 особи/км².  Було 4717 помешкань (448/км²).
Расовий склад населення:
| - 94,7 % — білих - 1,6 % — азіатів - 1,4 % — чорних або афроамериканців - 0,1 % — корінних американців - 1,0 % — осіб інших рас |

До двох чи більше рас належало 1,0 %. Частка іспаномовних становила 5,7 % від усіх жителів.
За віковим діапазоном населення розподілялося таким чином: 15,0 % — особи молодші 18 років, 55,8 % — особи у віці 18—64 років, 29,2 % — особи у віці 65 років та старші. Медіана віку мешканця становила 52,9 року. На 100 осіб жіночої статі у переписній місцевості припадало 91,3 чоловіків;  на 100 жінок у віці від 18 років та старших — 91,5 чоловіків також старших 18 років.
Середній дохід на одне домашнє господарство  становив 87 862 долари США (медіана — 63 938), а середній дохід на одну сім'ю — 104 207 доларів (медіана — 79 361). Медіана доходів становила 50 881 долар для чоловіків та 41 289 доларів для жінок. За межею бідності перебувало 11,2 % осіб, у тому числі 21,5 % дітей у віці до 18 років та 4,1 % осіб у віці 65 років та старших.
Цивільне працевлаштоване населення становило 3539 осіб. Основні галузі зайнятості: освіта, охорона здоров'я та соціальна допомога — 22,4 %, науковці, спеціалісти, менеджери — 13,8 %, роздрібна торгівля — 13,2 %.